# Piec martenowski

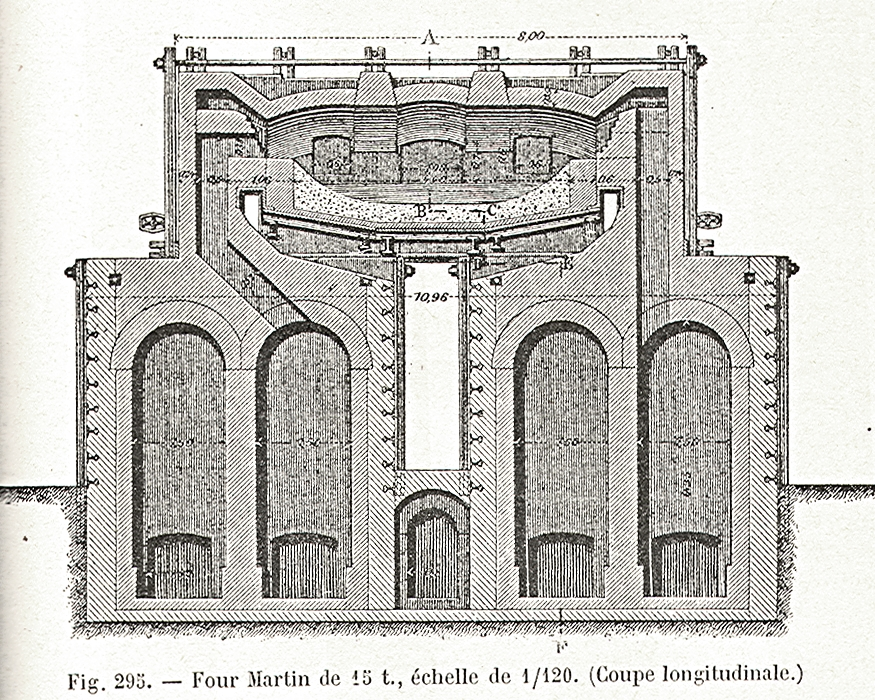
Piec martenowski z 1895 roku

Piec martenowski, piec Siemensa-Martina – hutniczy wannowy piec płomieniowy z odzyskiwaniem ciepła spalin. Opalany jest gazem czadnicowym otrzymywanym najczęściej przez zgazowanie w czadnicy węgla kamiennego. Odzyskiwanie ciepła (nagrzewanie powietrza i gazu) polega na okresowej zmianie kierunku wlotu do pieca martenowskiego powietrza i gazu oraz uchodzenia spalin, uzyskiwanej przez odpowiednie ustawienie zaworów rozrządczych.
Używany do wytapiania stali z surówki odlewniczej i złomu stalowego.
Piec w 1856 został skonstruowany przez Carla Friedricha von Simensa i Carla Wilhelma von Siemensa.
Nazwa pieca martenowskiego pochodzi od nazwiska francuskiego metalurga Pierre-Émila Martina, który w 1864 roku opracował proces wytapiania stali w piecu regeneratorowym.

## Nawiązanie w kulturze
Pojęcie pieca martenowskiego pojawia się w piosence grupy Perfect „Autobiografia”.